# Maurice (Iowa)
Maurice es una ciudad ubicada en el condado de Sioux en el estado estadounidense de Iowa. En el Censo de 2010 tenía una población de 275 habitantes y una densidad poblacional de 191,31 personas por km².

## Geografía
Maurice se encuentra ubicada en las coordenadas 42°57′58″N 96°10′59″O / 42.96611, -96.18306. Según la Oficina del Censo de los Estados Unidos, Maurice tiene una superficie total de 1.44 km², de la cual 1.42 km² corresponden a tierra firme y (1.08%) 0.02 km² es agua.

## Demografía
Según el censo de 2010, había 275 personas residiendo en Maurice. La densidad de población era de 191,31 hab./km². De los 275 habitantes, Maurice estaba compuesto por el 95.64% blancos, el 0.36% eran afroamericanos, el 0% eran amerindios, el 0% eran asiáticos, el 0% eran isleños del Pacífico, el 3.27% eran de otras razas y el 0.73% pertenecían a dos o más razas. Del total de la población el 5.82% eran hispanos o latinos de cualquier raza.